# Araneus talipedatus
Araneus talipedatus es una especie de araña del género Araneus, tribu Araneini, familia Araneidae. Fue descrita científicamente por Keyserling en 1887.
Se distribuye por Australia. La especie se mantiene activa durante todos los meses del año.